# Jan Huczko
Jan Huczko (ur. 8 sierpnia 1897 w Sanoku, zm. 26 listopada 1983) – polski działacz komunistyczny i związkowy.

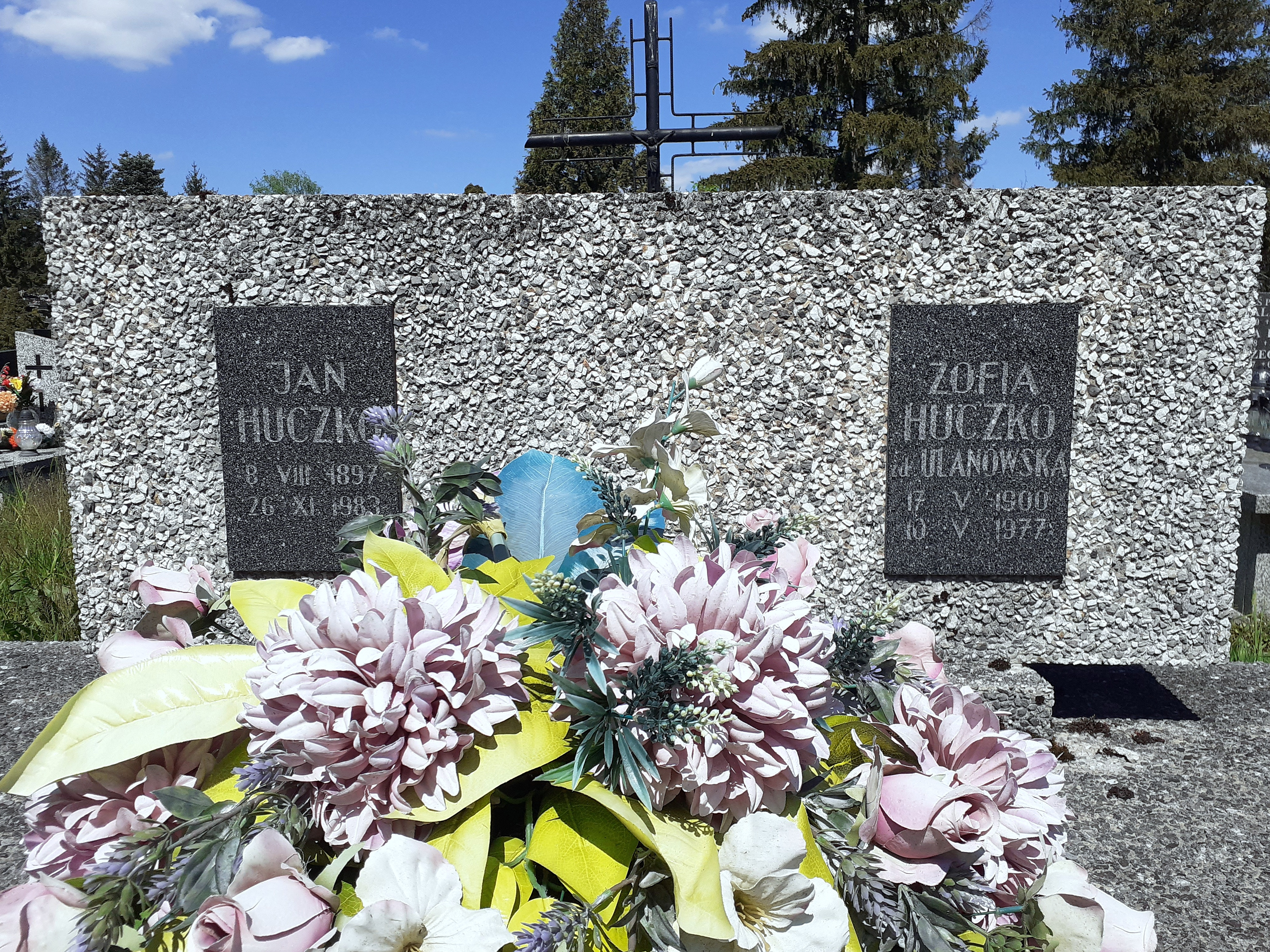
Grobowiec Jana i Zofii Huczków

## Życiorys
Urodził się 8 sierpnia 1897 w Sanoku, w rodzinie Wojciecha i Marii. Podjął pracę zarobkową w piekarni w wieku 13 lat. Do 1914 uczył się w Przemysłowej Szkole Uzupełniającej w Sanoku. Po wybuchu I wojny światowej został zmobilizowany do c. i k. armii w 1915 i został skierowany na front wschodni. Po odzyskaniu przez Polskę niepodległości w II Rzeczypospolitej służył w Wojsku Polskim. Po powrocie do Sanoka podjął pracę w Fabryce Wagonów i Maszyn na stanowisku ślusarza. W latach 20. zapoczątkował swoją karierą polityczną i związkową. W sanockim zakładzie był delegatem związkowym. Został działaczem politycznym w fabryce. Był organizatorem Rad Robotniczo-Chłopskich w powiecie sanockim. Wstąpił do Komunistycznej Partii Polski, w 1923 był współzałożycielem organizacji Związku Proletariatu Miast i Wsi. Od tego samego roku był związany z Komunistyczną Partią Zachodniej Ukrainy, w 1924 był współzałożycielem sanockiego podkomitetu KPZU, tworzył komórki tej partii na ziemi sanockiej. Kolportował prasę komunistyczną ze Słowacji. Za swoją działalność był kilkakrotnie aresztowany i więziony. Został osadzony na kilka miesięcy w areszcie za inicjowanie strajków i protestów w Stryju, Borysławiu, Przemyślu. Po nastaniu wielkiego kryzysu pod koniec lat 20. został przewodniczącym Miejskiego Komitetu Bezrobotnych w Sanoku. Wszedł w skład komitetu organizującego Marszu Głodnych w Sanoku 6 marca 1930. Dokonał wezwania robotników w sanockiej fabryce apelując o ich udział w demonstracji. Po rozproszeniu zamieszek następnego dnia został aresztowany i skatowany. W późniejszym czasie został skazany na karę 2,5 roku więzienia. Był osadzony w więzieniu w Sanoku. Karę odbywał poza miastem, a po odbyciu kary ponownie pracował w macierzystej fabryce w Sanoku od 1938 na stanowisku ślusarza, także po wybuchu II wojny światowej w trakcie okupacji niemieckiej. Po nadejściu frontu wschodniego od września 1944 aktywnie działał na rzecz odbudowy zakładu. Na przełomie 1944/1945 był organizatorem Polskiej Partii Robotniczej w Sanoku (wraz z nim Józef Rygliszyn, Ludwik Dębicki, Kazimierz Dziuban). Podczas plenum PPR w 1945 był orędownikiem wsparcia dla zniszczonej fabryki w Sanoku, co miało skutkować przyznaniem dotacji i uniknięciem jej zlikwidowania. Ponadto tworzył organizację zakładową (komórkę) PPR w sanockiej fabryce, od stycznia 1945 (lub od 1946) był I sekretarzem Komitetu Powiatowego PPR w Sanoku. W Sanoku był także inicjatorem powstania i współorganizatorem oddziału powiatowego Związku Metalowców (wraz z nim Tadeusz Lichtenberg i Józef Żołnierczyk), stanowiącego pierwsze koło ZM na Rzeszowszczyźnie. Był członkiem egzekutywy Komitetu Wojewódzkiego PPR w Rzeszowie, a od lipca 1945 pełnił funkcję II sekretarza KW PPR w Rzeszowie. Od czerwca 1945 pełnił funkcję kierownika Wydziału Zawodowego KW PPR (według innego źródła w lipcu był kierownikiem Wydziału Organizacyjnego KW PPR), po czym 29 lipca 1945 został wybrany sekretarzem kierownictwa Okręgowej Komisji Związków Zawodowych (OKZZ) i pełnił tę funkcję w kolejnych miesiącach. Był delegatem na ogólnopolski I Kongres Związków Zawodowych. Jako przedstawiciel PPR 15 maja 1946 został wybrany przez WRN na członka Okręgowej Komisji Głosowania Ludowego przed referendum ludowym zaplanowanym na 30 czerwca 1946. W 1947 ponownie został kierownikiem Wydziału Zawodowego KW PPR. W dniu 14 grudnia 1948 z ramienia OKZZ był delegatem na Zjazd PPR, a dzień później 15 grudnia 1948 był jednym z 27 delegatów PPR województwa rzeszowskiego na Zjazd Zjednoczeniowy 15 grudnia 1948, po którym powstała Polska Zjednoczona Partia Robotnicza. Na zjeździe przedstawił sytuację sanockiej fabryki „Sanowag”, uzyskując od ministra finansów Hilarego Minca zapewnienie o przekazaniu wsparcia finansowego na odbudowę zakładu. Wkrótce potem został członkiem historycznie pierwszego KW PZPR w Rzeszowie, powołanego 23 grudnia 1948, a jednocześnie wybrany członkiem egzekutywy KW PZPR i kierownikiem Wydziału Zawodowego. Podczas I Wojewódzkiej Konferencji Wyborczej w Rzeszowie 11–12 czerwca 1949 został ponownie wybrany na członka KW PZPR. Do 1950 był kierownikiem Wydziału Socjalnego przy KW PZPR. W 1950 został przewodniczącym Okręgowej Rady Związków Zawodowych (ORZZ). Pozostawał członkiem władz wojewódzkich PZPR w latach 50. określany jako „stary działacz partyjny”. W 1954 przeszedł na rentę z uwagi na stan zdrowia.
Jego żoną była Zofia z Ulanowskich (1900–1977), którą poślubił w Sanoku 26 września 1936.
Zmarł 26 listopada 1983 w wieku 86 lat. Został pochowany 30 listopada 1983 na cmentarzu Wilkowyja w Rzeszowie (sektor 8-4-3_4).

## Ordery i odznaczenia
- Order Sztandaru Pracy II klasy[1][5]
- Złoty Krzyż Zasługi (12 czerwca 1946)[41]